# Подоле (Мазовецьке воєводство)
Подоле (пол. Podole) — село в Польщі, у гміні Груєць Груєцького повіту Мазовецького воєводства.
Населення — 312 осіб (2011).
У 1975-1998 роках село належало до Радомського воєводства.

## Демографія
Демографічна структура станом на 31 березня 2011 року:
|          | Загалом | Допрацездатний вік | Працездатний вік | Постпрацездатний вік |
| -------- | ------- | ------------------ | ---------------- | -------------------- |
| Чоловіки | 148     | 35                 | 96               | 17                   |
| Жінки    | 164     | 28                 | 102              | 34                   |
| Разом    | 312     | 63                 | 198              | 51                   |